# Bataille d'Iuka
Guerre de Sécession
Batailles
Théâtre oriental
- Virginie-occidentale
- Manassas
  - 1re Bull Run
- 1re Virginie Septentrionale
- Burnside Expedition
- Péninsule
- Sept Jours
  - Gaines's Mill
  - Malvern Hill
- 1re Shenandoah valley
- 2de Virginie Septentrionale
  - 2de Bull Run
- Maryland
  - Antietam
- Fredericksburg
- Tidewater
- Chancellorsville
  - Chancellorsville
- Pennsylvanie
  - Gettysburg
- Bristoe
- Mine Run
- Campagne terrestre
  - Wilderness
  - Spotsylvania
  - Cold Harbor
- Bermuda Hundred
- 2de Shenandoah valley
  - Opequon
  - Cedar Creek
- Petersburg
- 1re Wilmington
- 2de Wilmington
- Appomattox
  - 3e Petersburg
  - Sayler's Creek
  - Appomattox C.H.

Théâtre occidental
- East Kentucky
- Shiloh
  - Fort Henry
  - Fort Donelson
  - Shiloh
- Kentucky
- Raid de Newburgh
  - Perryville
- Stones River
  - Murfreesboro
- Vicksburg
  - Champion Hill
  - Vicksburg
- Raid de Morgan
- Raid de Hines
- Tullahoma
- Chickamauga
- Chattanooga
- Knoxville
- Raid Forrest
- Atlanta
- Franklin-Nashville
- Savannah
- Carolines
  - Bentonville
- Raid de Wilson

Théâtre Trans-Mississippi
- Arizona confédéré
  - 1re Messilla
- Missouri
  - Wilson's Creek
- Territoire indien
- Trail of Blood on Ice
- Nouveau-Mexique
- Boston Mountains
- Pea Ridge
- 1re Texas
- Little Rock
- 2de Texas
- Camden
- Red River
- Raid de Price
- Palmito Ranch

Théâtre du bas littoral et approche du golfe
- Fort Sumter
- Blocus de l'Union
- 1re Bayou Teche
- Mississippi valley
  - Port Hudson
- Charleston
- 2de Bayou Teche
- Mobile Bay
- Mobile

La bataille d'Iuka s'est déroulée le 19 septembre 1862, à Iuka, Mississippi, pendant la guerre de Sécession. Lors de l'ouverture de la campagne d'Iuka-Corinth, le major général de l'Union William S. Rosecrans stoppe l'avance de l'armée confédérée du major général Sterling Price.
Le major général Ulysses S. Grant envoie deux armées se confronter à Price dans un double enveloppement : l'armée du Mississippi de Rosecrans, approchant d'Iuka par le sud-ouest, et trois divisions de sa propre armée du Tennessee sous le commandement du major général Edward O. C. Ord approchant par le nord ouest. Bien que Grant et Ord aient planifié une attaque simultanée avec Rosecrans quand ils entendront le son de la bataille, une ombre acoustique supprime le bruit et les empêchent de réaliser que la bataille a commencé. Après un après-midi de combat, entièrement mené par les hommes de Rosecrans, les confédérés se retirent d'Iuka sur une route qui n'a pas été bloquée par l'armée de l'Union, marchant vers un rendez-vous avec le major général Earl Van Dorn, avec qui ils combattront rapidement lors de la seconde bataille de Corinth contre Rosecrans.

## Contexte

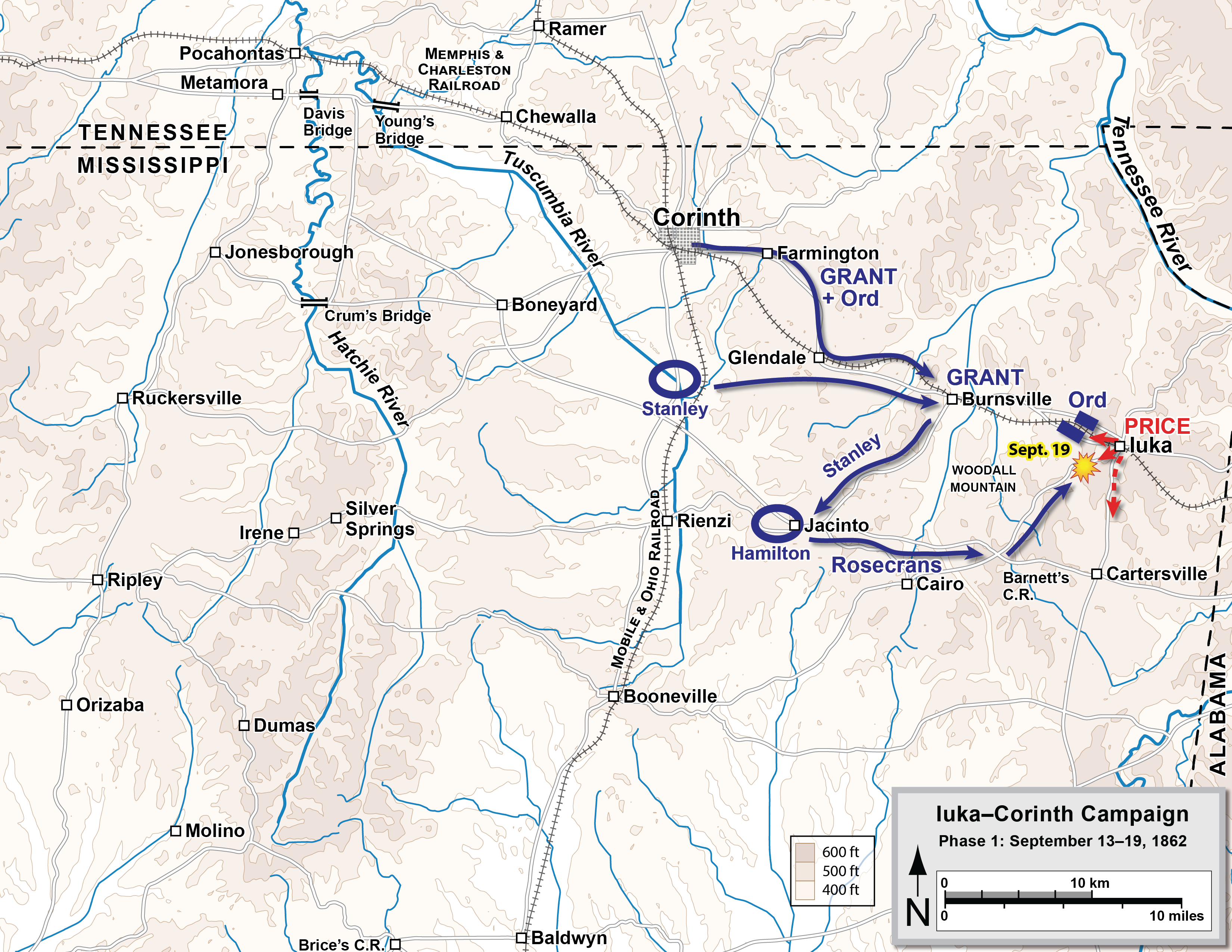
Ouverture de la campagne de Iuka-Corinth.

Après le siège de Corinth en mai 1862, le major général Henry W. Halleck est nommé général en chef de l'armée de l'Union et le major général Ulysses S. Grant lui succède à Corinth, Mississippi. Néanmoins, ce commandement est plus petit que celui qu'avait Halleck parce que l'armée de l'Ohio, commandée par le major général Don Carlos Buell, opère de façon indépendante, ne laissant à Grant que le commandement de sa seule armée du Tennessee et de celle de l'armée du Mississippi du major général William S. Rosecrans, formant un ensemble d'environ 100 000 hommes. Pendant que les confédérés ont évacué Corinth cet été, les forces de Grant ont été engagées dans la protection des lignes de ravitaillement dans l'ouest du Tennessee et du nord du Mississippi, avec la division du major général William T. Sherman à Memphis, la division du major général Edward O. C. Ord gardant le ravitaillement de combat de l'Union à Corinth, et l'armée de Rosecrans gardant la voie ferrée allant de l'est de Corinth à Iuka. Alors que le général confédéré Braxton Bragg de déplace vers le nord à partir du Tennessee dans le Kentucky en septembre 1862, Buell le poursuit à partir de Nashville. Les confédérés ont besoin d'empêcher Buell d'être renforcé par les troupes de Grant.
Le major général confédéré Sterling Price reçoit l'ordre de Bragg de déplacer son armée de l'Ouest à partir de Tupelo en direction de Nashville, Tennessee, en coordination avec l'offensive de Bragg dans le Kentucky. Le 13 septembre 1862, son armée atteint la ville de Iuka dans le nord-est du Mississippi, à environ 30 kilomètres à l'est de Corinth. C'est un petit dépôt de l'Union, le plus à l'est que Grant a établi, sur la voie ferrée de Memphis à Charleston. La cavalerie de Price a une escarmouche avec des piquets postés sur la petite garnison de l'Union installée là. Le 14 septembre 1861, avant l'aube, le commandant de l'Union, le colonel Robert C. Murphy du 8th Wisconsin Infantry, met le feu aux fournitures du dépôt et se met en marche avec sa brigade de 2 000 hommes vers Corinth. Les confédérés se précipitent et éteignent les flammes, récupérant une grande quantité de fournitures. Rosecrans relève Murphy de son commandement et le traduit en cour martiale.
L'armée de Price s'installe à Iuka et attend l'arrivée de l'armée de l'Ouest du major général Earl Van Dorn, soit environ 7000 hommes. Les deux généraux tentent de se réunir et d’attaquer les lignes de communication de Grant dans l'est du Tennessee, ce qui pourrait empêcher le renfort de Buell si Grant réagit comme ils l'espèrent, ou leur permettre de suivre Bragg et soutenir son invasion au nord si Grant est plus passif.
Grant ne veut pas attendre d'être attaqué, approuvant un plan pour converger sur Price avec deux colonnes avant que Van Dorn, à quatre jours de marche dans le sud-ouest, ne puisse le renforcer. Grant envoie Ord avec trois divisions de l'armée du Tennessee (environ 8 000 hommes) le long de la voie ferrée entre Memphis et Charleston pour aller vers Burnsville, prendre le contrôle des routes au nord de la voie ferrée et marcher sur Iuka à partir du nord ouest. Il ordonne aussi à l'armée de Rosecrans dans un mouvement coordonné de se déplacer le long de la voie ferrée de Mobile et Ohio qui pourrait amener deux divisions (9 000 hommes) dans un mouvement de balancier sur Iuka, à partir du sud-ouest, fermant la route de repli pour l'armée de Price, pendant que le reste de l'armée protège Corinth contre la menace de Van Dorn. Le plan relativement complexe d'un assaut sur deux axes est en fait celui de Rosecrans, qui avait été affecté à Iuka et est familier de la région. Grant se déplace avec le quartier général de Ord et n'a qu'un faible contrôle tactique sur Rosecrans pendant la bataille.

## Forces en présence

### Confédération
L'armée confédérée de l'Ouest commandée par Price engagée à Iuka compte 3 179 hommes. Elle est organisée comme suit :
- Division du brigadier général Lewis Henry Little comprenant les brigades des colonel Elijah Gates et John D. Martin, et des brigadiers généraux Louis Hébert et Martin E. Green.
- Brigade de cavalerie du brigadier général Frank C. Armstrong.

### Union
L'armée de l'Union du Mississippi commandée par Rosecrans compte environ 4 500 hommes est organisée comme suit :
- Division du brigadier général David S. Stanley comprenant les brigades des colonels John W. Fuller et Joseph A. Mower.
- Division du brigadier général Charles S. Hamilton comprenant les brigades du John B. Sanborn et du brigadier général Jeremiah C. Sullivan.
- Division de cavalerie du colonel John K. Mizner.

Les deux divisions d'Edward Ord ne participent pas aux combats principaux à Iuka.

## Bataille
Ord avance Iuka dans la nuit du 18 septembre 1862 et une escarmouche s'ensuit entre sa patrouille de reconnaissance et les piquets confédérés à environ 10 kilomètres de Iuka avant la tombée de la nuit. Rosecrans est en retard, ayant dû marcher sur des routes embourbées ; de plus, une de ses divisions s'est trompée à une intersection et a dû rebrousser chemin pour se remettre sur la bonne route. Dans la nuit du 18 septembre 1862, il prévient Grant qu'il est à 30 kilomètres, mais prévoit de reprendre sa marche à 4 heures 30 du matin et qu'il devrait atteindre Iuka en milieu d'après-midi le 19 septembre 1862. Prenant en compte ce retard, Grant ordonne à Ord de bouger à moins de 6 kilomètres de la ville, mais d'attendre le bruit des combats entre Rosecrans et Price avant d'engager les confédérés. Ord demande la reddition des confédérés, mais Price refuse. Price reçoit un message de Van Dorn lui suggérant que leurs deux armées se rejoignent à Rienzi pour attaquer les forces de l'armée de l'Union dans la région, ainsi Price ordonne-t-il à ses hommes de se préparer pour une marche le lendemain. L'armée de Rosecrans se met en marche tôt le 19 septembre 1862, mais au lieu d'emprunter les deux routes originellement prévues, les routes de Jacinto et Fulton, convergeant vers Iuka par le sud-ouest et sud-est, elle prend seulement la route de Jacinto. Rosecrans est inquiet d'utiliser les deux routes ce qui diviserait en deux ses forces et ne leur permettrait pas de se soutenir mutuellement de façon réaliste si les confédérés attaquaient.

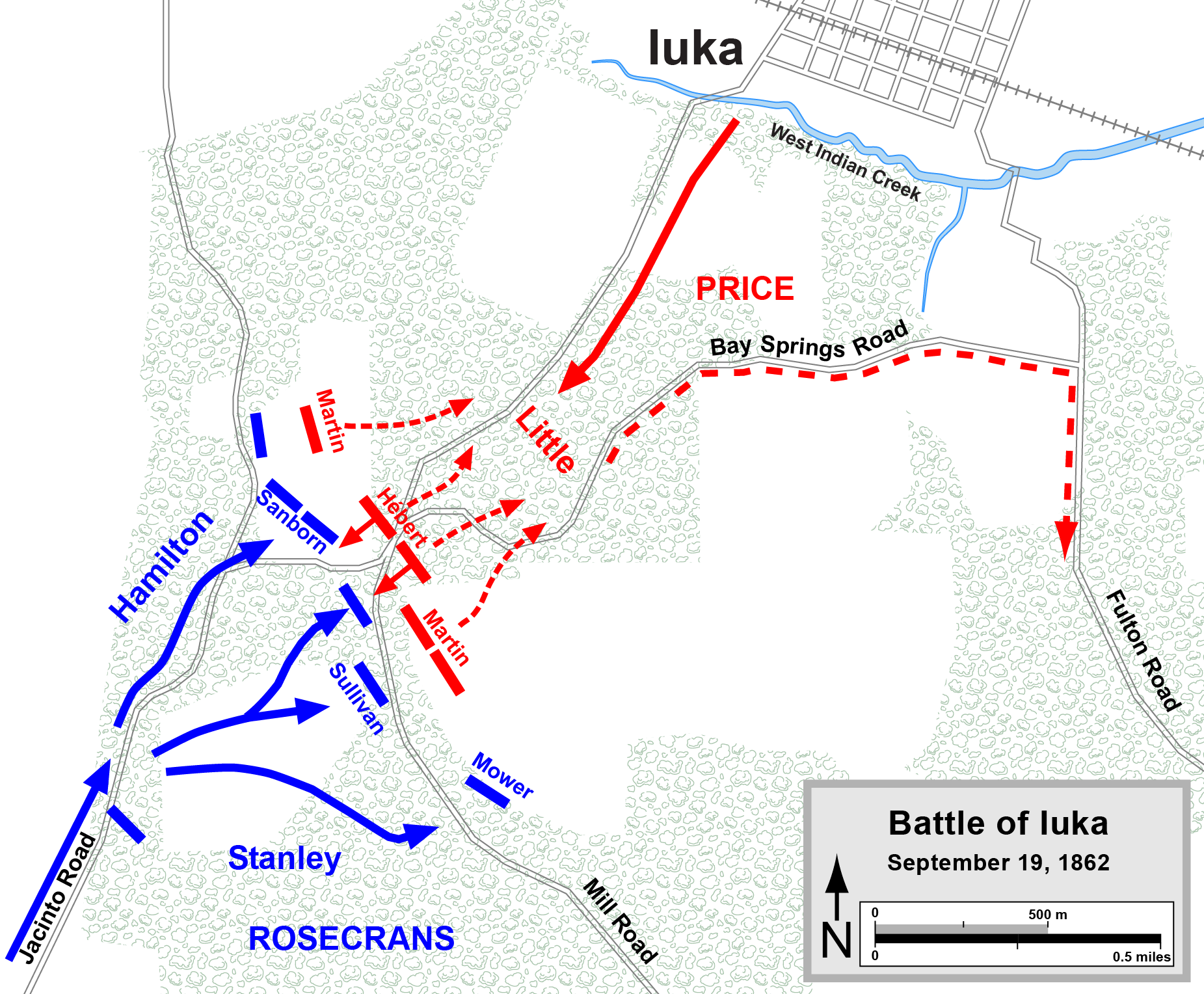
Bataille d'Iuka

Rosecrans est à moins de 3 kilomètres de la ville le 19 septembre 1862, repoussant les piquets confédérés, lors ses éléments de tête, la brigade de Sanborn, se heurte à la division confédérée de Little à 16 h 30 sur Mill Road, près de l'embranchement de la route de Jacinto et de la croisée de routes menant à Fulton (quelquefois appelé comme la route de Bay Springs). Hamilton déploie sa force dans la meilleure position possible, son artillerie étant positionnée sur le seul terrain convenable. Le colonel Mizner avec un bataillon du 3rd Michigan Cavalry est envoyé sur la droite et le 10th Iowa Infantry et une section du 11th Ohio Battery forme la gauche.
La brigade de Hébert (cinq régiments d'infanterie, soutenus par de la cavalerie) avance sur la batterie de l'Ohio vers 17 h 15, et bien qu'elle reçoive une salve de toute la ligne fédérale à une distance 91 mètres (100 yards), elle réussit à atteindre la batterie avant d'être repoussée par deux fois. Lors de la troisième tentative, les confédérés repoussent les artilleurs et contraignent le 48th Indiana à se retirer sur le 4th Minnesota. Le 11th Ohio perd 46 de ses 54 artilleurs et trois de ses quatre officiers. Bien que les confédérés capturent six canons de la batterie, ils sont incapables d'en tirer avantage, parce que tous les chevaux ont été tués pendant le combat. À ce moment, la division de Stanley entre en action. Le 11th Missouri est placé sur la droite et à l'arrière du 5th Iowa, où il repousse une dernière attaque désespérée de deux brigades du Mississippi. Le combat, dont Price dira plus tard qu'il ne « s'est jamais senti surpassé », se poursuit jusqu'après l'obscurité. Un vent frais du nord, soufflant de la position de Ord, cause une ombre acoustique qui empêche le son des canons de l'atteindre, et lui et Grant n'ont pas conscience des combats avant qu'ils ne se finissent. Les troupes de Ord restent impassibles alors que les combats font rage à seulement quelques kilomètres.

## Conséquences
Pendant la nuit, Rosecrans et Ord déploient leurs forces en prévision de la reprise des combats au début de la journée, mais les forces confédérées se sont retirées. Price avait planifié ce mouvement depuis le 18 septembre 1862 et l'attaque de Rosecrans a seulement retardé son départ. Les confédérés utilisent la route de Fulton, que l'armée de l'Union n'a pas bloquée, protégeant ses arrières avec une arrière-garde importante et retrouvant l'armée de Van Dorn à Ripley cinq jours plus tard. Les confédérés se joignent avec Van Dorn pour la seconde bataille de Corinth, les 3 et 4 octobre 1862. Stanley bombarde la ville, chassant les traînards. Lui et la cavalerie de Rosecrans se lancent à la poursuite de Price pendant 24 kilomètres (15 miles), mais en raison de l'épuisement de ses troupes, sa colonne est distancée et arrête la poursuite.
Les pertes de l'Union à Iuka s'élèvent à 790 (144 tués, 598 blessés, 40 prisonniers ou disparus) ; les confédérés perdent 1 516 hommes (263 tués, 692 blessés, 561 prisonniers ou disparus). La perte de plus haut rang est le général confédéré Little, qui est touché par une balle dans l’œil alors qu'il accompagne Price. Parmi les fournitures d'ordonnance abandonnées par les confédérés, on peut compter 1 629 armes, un grand stock de fournitures du quartier maître et du commissaire, et 13 000 cartouches. Grant a atteint partiellement son objectif - Price n'a pas été en mesure de se joindre à Bragg au Kentucky, mais Rosecrans n'a pas détruit l'armée confédérée ou pas pu l'empêcher de se joindre à Van Dorn, menaçant la jonction ferroviaire critique à Corinth.
La bataille d'Iuka marque le début d'une longue inimitié professionnelle entre Rosecrans et Grant. La presse nordiste relate les fait sous un jour très favorable à Rosecrans au détriment de Grant. Des rumeurs circulent selon lesquelles la raison de l'absence d'attaque de la part de la colonne de Ord n'est pas due au fait que le bruit de la bataille était inaudible mais parce que Grant était ivre et incompétent. Le premier rapport de la bataille de Grant complimente hautement Rosecrans, mais son second rapport, après l'envoi du rapport écrit de Rosecrans prend une tournure négative. Sa troisième déclaration se trouve dans ses Personal Memoir, où il écrit « j'étais déçu par le résultat de la bataille d'Iuka - mais j'avais une si haute opinion du général Rosecrans que je n'ai trouvé aucune faute à l'époque ».

## Site historique
Le champ de bataille est ajouté au Registre national des lieux historiques le 14 novembre 2007. Le site était une forêt ouverte et des terres agricoles dégagées en 1862, mais il est maintenant largement couvert des bois épais et des sous-bois. Il ne reste aucun bâtiment datant de l'époque de la bataille. Le cimetière Goyer existe toujours et était proche du centre de la ligne de l'Union, bien que la plupart des marqueurs de tombe aient disparu. L'actuelle Highway 25 donne une approximation de ce qu'était la route de Jacinto utilisée par les forces de l'Union de Rosecrans pour aller vers le nord dans une position défensive au sud-ouest de Iuka.

## Pour aller plus loin
- Ballard, Michael B. Civil War Mississippi: A Guide. Oxford: University Press of Mississippi, 2000.  (ISBN 1-57806-196-2).
- Carter, Arthur B. The Tarnished Cavalier: Major General Earl Van Dorn, C.S.A. Knoxville: University of Tennessee Press, 1999.  (ISBN 1-57233-047-3).
- Castel, Albert. General Sterling Price and the Civil War in the West. Baton Rouge: Louisiana State University Press, 1993.  (ISBN 0-8071-1854-0).
- Cozzens, Peter. The Darkest Days of the War: The Battles of Iuka and Corinth. Chapel Hill: University of North Carolina Press, 1997.  (ISBN 0-8078-2320-1).
- Dossman, Steven Nathaniel. Campaign for Corinth: Blood in Mississippi. Abilene, TX: McWhiney Foundation Press, 2006.  (ISBN 1-893114-51-1).
- Kitchens, Ben Earl. Rosecrans Meets Price: The Battle of Iuka, Mississippi. Florence, AL: Thornwood Book, 1987.  (ISBN 0-943054-42-7).